# Аскат
Аска́т — село в Чемальском муниципальном районе Республики Алтай России, входит в  Узнезинское сельское поселение.

## История
В сборнике "Томская губерния, Бийский округ" за 1893 год в списке населенных мест упоминается аил(в смысле поселение) Оскат на ключе Оскат, 7 дворов, 11 мужчин, 12 женщин. На данный момент это самое раннее упоминание села Аскат.
Поселение было основано коренным населением.

## География
Село расположено на левом берегу реки Катунь, к югу от Горно-Алтайска, в месте впадения реки Аскат в реку Катунь.
Озера
Голубые озера — три водобитных озера в русле реки Катунь, появляются осенью, когда вода в Катуни спадает. Общая площадь озер — около 400 квадратных метров, глубина достигает 17 метров. Название озерам дали за необычный цвет воды: в солнечный день они потрясающей голубизны.
Озера появляются в конце августа при малом уровне воды в Катуни и существуют озерами всю зиму до второй декады апреля. Озера питают родники, и вода в озерах подергивается ледком только при температуре воздуха ниже -30. Весной полноводная Катунь заполняет озера, которые становятся рукавом реки, огибающим небольшой остров.
Появились озера более 25 тысяч лет тому назад. Тогда тектонические сдвиги разрушили естественную плотину и воды древнего Курайского моря понеслись вниз. Сметая все на своем пути и подхватывая огромные камни, они выбивали в мягких горных породах впадины, среди которых и три голубых озера.

### Список улиц и переулков

#### улицы
Дементия Шутова
Кузьмы Басаргина
Лесная
Луговая
Мирная
Озерная
Солнечная
Сорона

#### переулки
Тимьяновый

## Население
| 2010 | 2011 | 2012 | 2013 | 2014 | 2015 | 2016 |
| ---- | ---- | ---- | ---- | ---- | ---- | ---- |
| 161  | →161 | ↗179 | ↗199 | ↗214 | →214 | ↗227 |

## Транспорт
Село связано с Чемальским трактом бетонным автомобильным мостом через Катунь, построенным в 2003 году. До 2014 года рядом с ним располагался подвесной пешеходный мост, но он был уничтожен паводком. Рейсовые автобусы, следующие по Чемальскому тракту, делают остановку напротив автомобильного моста.
От Аската вверх по течению Катуни идет асфальтированная дорога до сел Анос и Аюла, где также есть пешеходный и автомобильный мосты через Катунь. Вниз по течению идет грунтовая дорога до Голубых озер, которую можно преодолеть пешком или на подготовленном транспорте.